# Накахара, Маи
Маи Накахара (яп. 中原 麻衣 Накахара Маи, первоначальное имя: яп. 阿部 麻衣子 Абэ Маико; род. 23 февраля 1981, Китакюсю, префектура Фукуока, Япония) — японская сэйю и J-pop-певица. Работает в компании «I’m enterprise». Среди своих почитателей известна как «Маи-Маи» (яп. まいまい), «Маи-тан» (яп. まいたん), «Маи-тян» (яп. 麻衣ちゃん), «Маи-сама» (яп. 麻衣様).

## Биография
В детстве, поскольку её родители часто по работе переезжали, вплоть до третьего класса средней школы жила у бабушки в городе Иката, префектура Эхиме. Ещё учась в начальной школе, она хотела стать сэйю. Одним из факторов, повлиявшим на это, было аниме «Тико семи морей», произведшее на неё большое впечатление. По окончании средней школы она собиралась поступать в школу сэйю, однако по настоянию родителей отучилась ещё три года в старшей школе. По её окончании, когда ей было 18 лет, Накахара переехала из Фукуоки в Токио, где поступила в школу сэйю Nichinare. Поскольку от родителей финансовой помощи не поступало, она в это время подрабатывала офис-леди в одной из клиник.
Впервые в качестве актрисы она выступила на радио. Сперва это была передача «Хирата-курата сэйю пасокон» на канале «BSQR489», которая в течение пяти недель лидировала в рейтингах, а в октябре 2000 года (ещё когда она училась в Nichinare) её утвердили в штат радиопередачи «VOICE CREW».
Дебют Накахары в аниме состоялся в 2001 году. Известность же ей принёс вышедший в следующем, 2002 году, сериал Shichinin no Nana, где её персонажем была Нана-сама. В том же году начался сериал Mirumo de Pon!, где она сыграла Каэдэ Минами, а в последующие годы она озвучила центральных персонажей ещё в целом ряде известных аниме, среди которых можно назвать Onegai Twins (2003 год, Мияфудзи Миина), Mai-HiME (Токиха Май), DearS (Миу), «Дни Мидори» (Мидори) (все — 2004 год), «Когда плачут цикады» (2006 год, Рюгу Рэна), CLANNAD (2007 г., Фурукава Нагиса) и другие.
В целом ряде аниме-сериалов она сыграла главные роли в паре с Ай Симидзу; среди таковых сериалов можно назвать уже упомянутые выше Onegai Twins (соотв. Мияфудзи Миина и Онодэра Карэн), DearS (Миу и Рэн), Mai-HiME (Токиха Май и Микото) и другие. Другими частыми её партнёрами оказывались Кикуко Иноуэ и Мамико Ното. Чаще же всего она играла в одних и тех же аниме с другой известной сэйю, Юкари Тамурой.
Помимо озвучивания персонажей аниме и компьютерных игр Накахара, как и большинство других сэйю, выступает также в качестве певицы. Так, в 2002 году она вошла в юнит nana×nana, состоящий из сэйю, игравших главную героиню в сериале Shichinin no Nana. В 2004 году она вместе с Ай Симидзу составила юнит PoppinS. В том же году она начала сольную деятельность и на сегодняшний день уже выпустила несколько альбомов.
Её хобби является готовка, особенно выпечка хлеба, который она очень любит. У неё есть разряд в кэндо и первый кю в вычислениях на японских счётах — соробане. Любит красиво и стильно одеваться. Большая любительница собак, любимая собака — кавалер-кинг-чарльз-спаниель по кличке Мока.

## Роли в аниме
Ведущие роли выделены жирным шрифтом, имена приводятся в «европейском порядке» (имя фамилия).
2002
- Mirumo de Pon! — Каэдэ Минами
- Семинанье — Нана-сама
- Spiral: Suiri no Kizuna — Саёко Сиранагатани

2003
- .hack//Legend of the Twilight — Рэна Кунисаки
- Daphne in the Brilliant Blue — Мая Мидзуки
- Граф Монте-Кристо — Бэппо/Пэппо
- Godannar — Анна Аой
- Gunparade Orchestra — Нами Коми
- Kaleido Star: New Wings — Мэй Вонг
- Maburaho — Тихая Ямасэ
- Mouse — Хадзуки Какио
- The Mythical Detective Loki Ragnarok — Скулд
- Onegai Twins — Миина Мияфудзи
- Wandaba Style — Химавари Нацува

2004
- DearS — Миу
- Gravion, Gravion Zwei — Эна
- Дни Мидори — Мидори Касугано
- Mai-HiME — Май Токиха

2005
- Amaenaideyo — Титосэ Намбу
- Boku wa Imouto ni Koi o Suru — Ику
- Happy Seven — Кику «Окику» Сарасугава
- Mai-Otome — Май Токиха
- Noein — Юкиэ Нитидзё

2006
- Higurashi no Naku Koro ni — Рэна Рюгу
- Kage Kara Mamoru! — Юна Конняку
- Lovely Idol — Котоха Кирюу
- Magikano — Майка Ёсикава
- Strawberry Panic! — Нагиса Аои
- Tactical Roar — Нанаха Мисаки
- The Wallflower — Нои Касахара
- Utawarerumono — Юдзуха

2007
- CLANNAD — Нагиса Фурукава
- Higurashi no Naku Koro ni Kai — Рэна Рюгу
- Idolmaster Xenoglossia — Рицуко Акидзуки
- Kamichama Karin — Карин Ханадзоно
- Magical Girl Lyrical Nanoha StrikerS — Теана Ланстер
- Myself ; Yourself — Асами Хосино
- Sola — Аоно Моримия

2008
- Blassreiter — Сноу
- CLANNAD ~AFTER STORY~ — Нагиса Фурукава
- Kyouran Kazoku Nikki — Тиэри Сакураи
- Persona -trinity soul- — Канару Моримото
- Spice and Wolf — Нора Арендт
- Vampire Knight — Мария Курэнай
- Kannagi — Окоти Сино
- Ten no Haou — Рэйна

2009
- Chrome Shelled Regios — Фэлли Лосс
- Рубаки Evolution-R — Яппи
- Sora o kakeru shoujo — Кагура/Алейда
- Tears to Tiara — Морган
- Fairy Tail — Джубия Локсар

2010
- Angel Beats! — Хацунэ Отонаси
- Durarara!! — Харуна Ниэкава
- Katanagatari — Нанами Ясури
- Fairy Tail — Джубия Локсар
- Hidamari Sketch x ☆☆☆ — Арисава
- Ladies versus Butlers! — Серния Иори Флеймхарт
- Otome Youkai Zakuro — Дзакуро
- Seikon no Qwaser — Eva-Q

2011
- Aria the Scarlet Ammo — Ютори Такамагахара
- Dantalian no Shoka — Кристабель Систин
- Horizon on the Middle of Nowhere — Мусаси
- Sekai-ichi Hatsukoi — Саэки
- Suzy’s Zoo Daisuki! Witzy — Витзи
- Tiger & Bunny — Мэри

2012
- AKB0048 — Миядзава Саэ The 10th / Асамия Ёко
- Horizon in the Middle of Nowhere II — Мусаси
- Jinrui wa Suitai Shimashita — Главная героиня
- Medaka Box: Abnormal — Якаго Аки
- Muv-Luv Alternative: Total Eclipse — Юй Такамура
- Sengoku Collection — Наоэ Канэцугу
- Touhou Musou Kakyou 2 — Рэйму Хакурэй

2013
- AKB0048 Next Stage — Миядзава Саэ The 10th / Асамия Ёко
- Dual Masters Victory V3 — Бутан, Ханако
- Kill la Kill — Имагава
- OreGairu — Харуно Юкиносита
- Namiuchigiwa no Muromi-san — Левиа-сан
- Photo Kano — Аки Муруто
- Servant × Service — Сая Миёси
- Uchouten Kazoku — Ясиро Симогамо

2014
- The Irregular at Magic High School — Судзунэ Итихара
- Isshuukan Friends — Сихо Фудзимия
- Strike the Blood — Нина Аделард
- Fairy Tail — Джубия Локсар
- Mekakucity Actors — Аяно Татэяма
- Rail Wars! — Хитоми Гоно
- Gekkan Shoujo Nozaki-kun — Ю Касима
- Pretty Guardian Sailor Moon Crystal — Рэйка Нисимура
- Shirobako — Юка Окицу

2015
- Saenai hiroin no sodatekata — Саюри Савамура
- Aki no Kanade — Акане Мацумото
- Yamada-kun to 7-nin no Majo — Имоко
- Charlotte — Юми Сиранаяги
- Gakusen toshi asterisk — Харука Амагири
- Ore Monogatari!! — Сато

2016
- Girls' Frontline[англ.] — 9A-91
- Musaigen No Phantom World — Энигма
- Sakamoto desu ga? — Мэгуми Фудзита
- Danganronpa 3: The End of Kibōgamine Gakuen — Тиса Юкидзомэ
- Udon no kuni no kiniro kemari — Ринко Оиси

2017
- Azur Lane — Акаги
- Fairy Tail Movie 2: Dragon Cry — Джубия Локсар
- Fate/Apocrypha — Рэйка Рикудо

2019
- Arknights - Blaze